# Grania principissae
Grania principissae är en ringmaskart som först beskrevs av Wilhelm Michaelsen 1907.  Grania principissae ingår i släktet Grania och familjen småringmaskar. Inga underarter finns listade i Catalogue of Life.